# Liste der Biografien/Suk
Liste der Biografien |
Portal Biografien |
Personensuche
# |
A |
B |
C |
D |
E |
F |
G |
H |
I |
J |
K |
L |
M |
N |
O |
P |
Q |
R |
S |
T |
U |
V |
W |
X |
Y |
Z |
?
 
Sa |
Sb |
Sc |
Sd |
Se |
Sf |
Sg |
Sh |
Si |
Sj |
Sk |
Sl |
Sm |
Sn |
So |
Sp |
Sq |
Sr |
Ss |
St |
Su |
Sv |
Sw |
Sy |
Sz
 
Sua |
Sub |
Suc |
Sud |
Sue |
Suf |
Sug |
Suh |
Sui |
Suj |
Suk |
Sul |
Sum |
Sun |
Suo |
Sup |
Suq |
Sur |
Sus |
Sut |
Suu |
Suv |
Suw |
Sux |
Suy |
Suz
Die Liste der Biografien führt alle Personen auf, die in der deutschsprachigen Wikipedia einen Artikel haben. Dieses ist eine Teilliste mit 91 Einträgen von Personen, deren Namen mit den Buchstaben „Suk“ beginnt.

## Suk
- Suk, Anna (* 1994), österreichische Schauspielerin
- Suk, Cyril (* 1967), tschechischer Tennisspieler
- Suk, Eun-mi (* 1976), südkoreanische Tischtennisspielerin
- Suk, Hyun-jun (* 1991), südkoreanischer Fußballspieler
- Suk, Joey (* 1989), niederländischer Fußballspieler
- Suk, Josef (1874–1935), tschechischer Komponist und ViolinistJosef Suk (1874–1935)

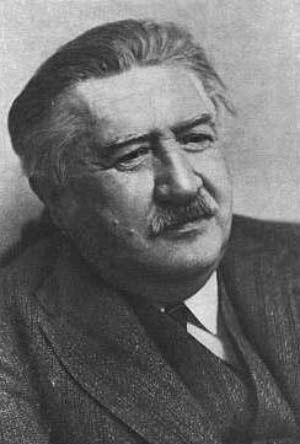
Josef Suk (1874–1935)

- Suk, Josef (1929–2011), tschechischer Violinist und Bratschist
- Suk, Ki-men, nordkoreanische Basketballspielerin
- Suk, O-den, nordkoreanische Basketballspielerin
- Suk, Oleh (* 1965), ukrainischer Rockmusiker
- Suk, Václav (1861–1933), tschechischer Komponist

### Suka
- Suka, Aferdita (* 1980), deutsche Politikerin (Bündnis 90/Die Grünen), MdA
- Suka, Denis (* 2006), österreichischer Fußballspieler
- Suka, Takahiro (* 1971), japanischer Badmintonspieler
- Sukaina bint Harun al-Raschid, Prinzessin der Abbasiden-Dynastie, Tochter des Kalifen Harun al-Raschid
- Sukakree Inngam (* 2002), thailändischer Fußballspieler
- Sukal, Anna Wladislawowna (* 1985), russische Freestyle-Skierin
- Sukale, Michael (* 1940), deutscher Philosoph und Hochschullehrer
- Sukale, Waldemar (1929–2014), deutscher FDGB-Funktionär und SED-Funktionär
- Šukalo, Goran (* 1981), slowenischer Fußballspieler
- Sukamta, Evert (* 1992), indonesischer Badmintonspieler
- Sukamuljo, Kevin Sanjaya (* 1996), indonesischer Badmintonspieler
- Sükan, Faruk (1920–2005), türkischer Mediziner und Politiker
- Sükan, Haydar (1912–1995), türkischer General
- Sukanya Srisurat (* 1995), thailändische Gewichtheberin
- Sükar, Harald (* 1963), österreichischer Jurist, Präsident des österreichischen Fußballklubs Grazer AK
- Sukare, Hanna (* 1957), österreichische Schriftstellerin
- Sukarlan, Ananda (* 1968), indonesischer Pianist
- Sukarno (1901–1970), indonesischer PolitikerSukarno (1901–1970)

Sukarno (1901–1970)

- Sukarnoputri, Rachmawati (1950–2021), indonesische Rechtsanwältin und Politikerin
- Sukaseum (1797–1850), König von Luang Phrabang
- Sukatschow, Wladimir Nikolajewitsch (1880–1967), russischer Forstwissenschaftler und Geobotaniker
- Sukatschow, Wladimir Platonowitsch (1849–1920), russischer Politiker, Kunstsammler und Mäzen

### Sukc
- Sukcharoen, Thunya (* 1997), thailändische Gewichtheberin

### Suke
- Sukemochi, Tsuji Gettan (1649–1728), japanischer Gelehrter, Philosoph, Samurai und Schwertkämpfer
- Sukenik, Eleasar (1889–1953), israelischer Archäologe
- Súkeníková, Mária (* 1975), slowakische Fußballschiedsrichterassistentin
- Šuker, Davor (* 1968), jugoslawisch-kroatischer FußballspielerDavor Šuker (* 1968)

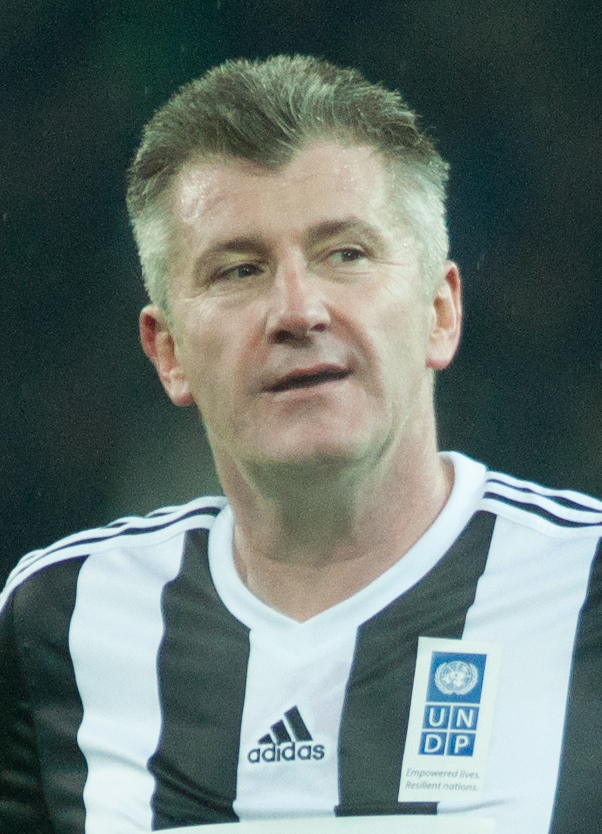
Davor Šuker (* 1968)

- Šuker, Ivan (1957–2023), kroatischer Politiker und Finanzminister
- Sukezane, Kiki (* 1989), japanische Schauspielerin und Kampfkünstlerin

### Sukh
- Sukhadia, Mohan Lal (1916–1982), indischer Politiker
- Sukhareva, Alexandra (* 1983), russische Plastikerin und Installationskünstlerin
- Sukhasvasti, Supanara (* 1992), thailändischer Weitsprung
- Sukhu, Sukhvinder Singh (* 1964), indischer Politiker
- Sukhumala Marasri (1861–1927), königliche Gemahlin von König Chulalongkorn (Rama V.) von Siam
- Sukhumbhand Paribatra (* 1952), thailändischer Politiker, 15. Gouverneur von Bangkok

### Suki
- Sukiasjan, Jerwand (* 2005), armenischer Fußballspieler
- Sukiblee Jisawad (* 1992), thailändischer Fußballspieler
- Sukič, Nataša (* 1962), slowenische Autorin, Politikerin und LGBT+-Aktivistin
- Sukigara, Masahiro (* 1966), japanischer Fußballspieler
- Sukirtharani (* 1973), indische Autorin und Dalit Aktivistin
- Sukis, Lilian (* 1939), litauische Opernsängerin (Sopran) und Gesangspädagogin

### Sukj
- Sukjong (1054–1105), 15. König des Goryeo-Reiches und der Goryeo-Dynastie
- Sukjong (1661–1720), 19. König der Joseon-Dynastie in Korea

### Sukl
- Sukla, Indulata (1944–2022), indische Mathematikerin
- Sukletin, Alexei Wassiljewitsch (1943–1987), sowjetischer Serienmörder
- Šuklinas, Jevgenijus (* 1985), litauischer Kanute

### Sukm
- Sukman, Harry (1912–1984), amerikanischer Komponist
- Sukmanova, Julia (* 1975), deutsche Sängerin (Sopran)
- Sukmawan, Rian (1985–2016), indonesischer Badmintonspieler

### Sukn
- Sukniewicz, Teresa (* 1948), polnische Hürdenläuferin
- Sukno, Goran (* 1959), jugoslawischer Wasserballspieler
- Sukno, Sandro (* 1990), kroatischer Wasserballspieler

### Suko
- Sukō (1334–1398), japanischer Kaiser
- Sukop, Albert (1912–1993), deutscher Fußballspieler
- Sukopp, Herbert (* 1930), deutscher Botaniker und Ökologe
- Sukopp, Karl Martin (* 1928), österreichischer Bildhauer
- Sukosjan, Pawel Alexejewitsch (* 1962), russischer Handballspieler
- Sukov, Leander (* 1957), deutscher Schriftsteller
- Suková, Helena (* 1965), tschechoslowakische Tennisspielerin
- Suková, Věra (1931–1982), tschechoslowakische Tennisspielerin
- Šuković, Marko (* 2004), bosnischer Hochspringer
- Sukowa, Barbara (* 1950), deutsche SchauspielerinBarbara Sukowa (* 1950)

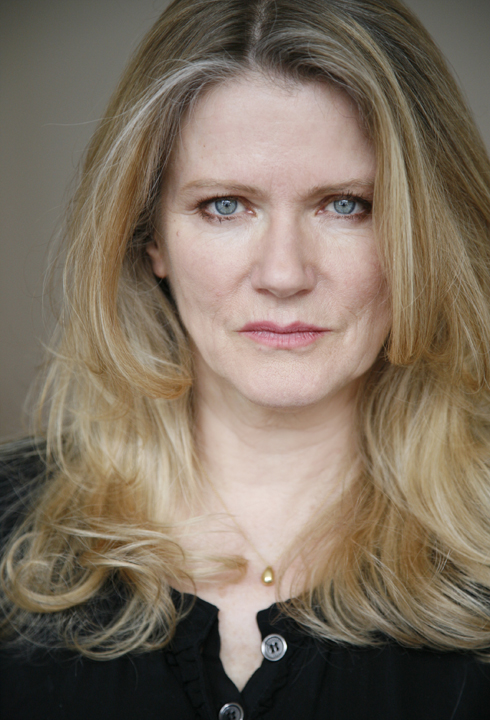
Barbara Sukowa (* 1950)

### Sukp
- Sukprasert, Komet (* 2000), thailändischer Radrennfahrer

### Sukr
- Sukree Etae (* 1986), thailändischer Fußballspieler
- Sukrit Yothee (* 1983), thailändischer Fußballtrainer

### Suks
- Suksan Bunta (* 2002), thailändischer Fußballspieler
- Suksan Kaewpanya (* 2001), thailändischer Fußballspieler
- Suksan Khunsuk, thailändischer Fußballtrainer
- Suksan Mungpao (* 1997), thailändischer Fußballspieler
- Suksayam Chanmaneewech (* 1985), thailändischer Fußballspieler
- Sukselainen, Vieno (1906–1995), finnischer Politiker, Mitglied des Reichstags und Ministerpräsident

### Suku
- Sukūn, Sängersklavin
- Şükür, Hakan (* 1971), türkischer Fußballspieler und PolitikerHakan Şükür (* 1971)

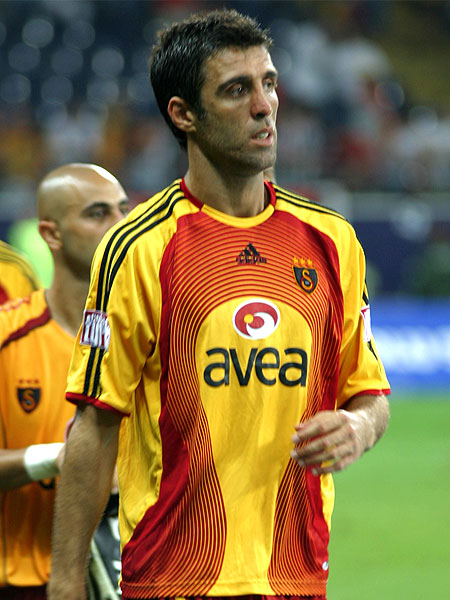
Hakan Şükür (* 1971)

- Şükürov, Mahir (* 1982), aserbaidschanischer Fußballspieler
- Sukuta-Pasu, Richard (* 1990), deutscher Fußballspieler

### Sukw
- Sukwiboon, Rakchai (* 1996), thailändischer Eishockeyspieler

### Suky
- Šukys, Liudas (* 1972), litauischer Politiker, Vize-Kultusminister
- Šukys, Raimondas (* 1966), litauischer Jurist und Politiker
- Šukys, Silverijus (* 1945), litauischer Politiker
- Šukytė-Korsakė, Lina (* 1970), litauische Politikerin